# Indische Cricket-Nationalmannschaft in Bangladesch in der Saison 2015
Die Tour der indischen Cricket-Nationalmannschaft nach Bangladesch in der Saison 2015 fand vom 10. bis zum 24. Juni 2015 statt. Die internationale Cricket-Tour war Bestandteil der Internationalen Cricket-Saison 2015 und umfasste einen Test und drei ODIs. Indien gewann die ODI-Serie 2–1, während die Test-Serie 0–0 unentschieden endete.

## Vorgeschichte
Für beide Teams ist es die erste Tour der Saison. Das letzte Aufeinandertreffen der beiden Mannschaften bei einer Tour fand in der Saison 2014 in Bangladesch statt.

## Stadien
Die folgenden Stadien wurden für die Tour als Austragungsort vorgesehen und am 4. Mai 2015 bekanntgegeben.
| Stadt    | Stadion                                | Kapazität | Spiele      |
| -------- | -------------------------------------- | --------- | ----------- |
| Dhaka    | Sher-e-Bangla National Cricket Stadium | 26.000    | 1. – 3. ODI |
| Fatullah | Fatullah Osmani Stadium                | 25.000    | 1. Test     |

## Kaderlisten
Indien benannte seine Kader am 20. Mai 2015.
Bangladesch benannte seinen Test-Kader am 3. Juni, und seinen ODI-Kader am 13. Juni 2015.
| Test | Test | ODI | ODI |
| Bangladesch | Indien | Bangladesch | Indien |
| --- | --- | --- | --- |
| - Mushfiqur Rahim (K) - Tamim Iqbal (VK) - Abul Hasan - Imrul Kayes - Jubair Hossain - Litton Das (wk) - Mahmudullah - Mohammad Shahid - Mominul Haque - Rubel Hossain - Shakib Al Hasan - Shuvagata Hom - Soumya Sarkar - Taijul Islam | - Virat Kohli (K) - Varun Aaron - Ravichandran Ashwin - Shikhar Dhawan - Bhuvneshwar Kumar - Cheteshwar Pujara - Ajinkya Rahane - KL Rahul - Wriddhiman Saha (wk) - Ishant Sharma - Karn Sharma - Rohit Sharma - Harbhajan Singh - Murali Vijay - Umesh Yadav | - Mashrafe Mortaza (K) - Shakib Al Hasan (VK) - Arafat Sunny - Litton Das (wk) - Mominul Haque - Nasir Hossain - Rubel Hossain - Mushfiqur Rahim - Mustafizur Rahman - Rony Talukdar - Sabbir Rahman - Soumya Sarkar - Tamim Iqbal - Taskin Ahmed | - MS Dhoni (K, wk) - Ravichandran Ashwin - Stuart Binny - Shikhar Dhawan - Ravindra Jadeja - Virat Kohli - Bhuvneshwar Kumar - Dhawal Kulkarni - Axar Patel - Ajinkya Rahane - Rohit Sharma - Suresh Raina - Ambati Rayudu - Mohit Sharma - Umesh Yadav |

## Test in Fatullah
| 10. – 14. Juni Scorecard | Fatullah | Indien 462-6d (103.3) | – | Bangladesch 256 (65.5) & 23-0 (15) (f/o) |
|                          |          | Remis                 |   |                                          |

## One-Day Internationals

### Erstes ODI in Dhaka
| 18. Juni Scorecard | Dhaka | Bangladesch 307 (49.4)          | – | Indien 228 (46) |
|                    |       | Bangladesch gewinnt mit 79 Runs |   |                 |

### Zweites ODI in Dhaka
| 21. Juni Scorecard | Dhaka | Indien 200 (45/47)                             | – | Bangladesch 200-4 (38/47) |
|                    |       | Bangladesch gewinnt mit 6 Wickets (D/L method) |   |                           |

### Drittes ODI in Dhaka
| 24. Juni Scorecard | Dhaka | Indien 317-6 (50)          | – | Bangladesch 240 (47) |
|                    |       | Indien gewinnt mit 77 Runs |   |                      |

## Statistiken
Die folgenden Cricketstatistiken wurden bei dieser Tour erzielt.
| Test                | Test        | Test    | Test    | Test    | Test    | Test    | Test    | Test    |
| Batting             | Batting     | Batting | Batting | Batting | Batting | Batting | Batting | Batting |
| Spieler             | Mannschaft  | Spiele  | Innings | Runs    | Average | HS      | 100s    | 50s     |
| ------------------- | ----------- | ------- | ------- | ------- | ------- | ------- | ------- | ------- |
| Shikhar Dhawan      | Indien      | 1       | 1       | 173     | 173,00  | 173     | 1       | 0       |
| Murali Vijay        | Indien      | 1       | 1       | 150     | 150,00  | 150     | 1       | 0       |
| Ajinkya Rahane      | Indien      | 1       | 1       | 98      | 98,00   | 98      | 0       | 1       |
| Imrul Kayes         | Bangladesch | 1       | 2       | 79      | 79,00   | 72      | 0       | 1       |
| Liton Das           | Bangladesch | 1       | 1       | 44      | 44,00   | 44      | 0       | 0       |
| Bowling             |             |         |         |         |         |         |         |         |
| Spieler             | Mannschaft  | Spiele  | Overs   | Wickets | Average | BBI     | 5W      | 10W     |
| Ravichandran Ashwin | Indien      | 1       | 31      | 5       | 19,00   | 5/87    | 1       | 0       |
| Shakib Al Hasan     | Bangladesch | 1       | 24.3    | 4       | 26,25   | 4/105   | 0       | 0       |
| Harbhajan Singh     | Indien      | 1       | 22.5    | 3       | 25,00   | 3/64    | 0       | 0       |
| Jubair Hossain      | Bangladesch | 1       | 19      | 2       | 56,50   | 2/113   | 0       | 0       |
| Varun Aaron         | Indien      | 1       | 9       | 1       | 27,00   | 1/27    | 0       | 0       |

| ODIs                | ODIs        | ODIs    | ODIs    | ODIs    | ODIs    | ODIs    | ODIs    | ODIs    |
| Batting             | Batting     | Batting | Batting | Batting | Batting | Batting | Batting | Batting |
| Spieler             | Mannschaft  | Spiele  | Innings | Runs    | Average | HS      | 100s    | 50s     |
| ------------------- | ----------- | ------- | ------- | ------- | ------- | ------- | ------- | ------- |
| Shikhar Dhawan      | Indien      | 3       | 3       | 158     | 52,66   | 75      | 0       | 2       |
| Soumya Sarkar       | Bangladesch | 3       | 3       | 128     | 42,66   | 54      | 0       | 1       |
| Shakib Al Hasan     | Bangladesch | 3       | 3       | 123     | 61,50   | 52      | 0       | 2       |
| MS Dhoni            | Indien      | 3       | 3       | 121     | 40,33   | 69      | 0       | 1       |
| Suresh Raina        | Indien      | 3       | 3       | 112     | 37,33   | 40      | 0       | 0       |
| Bowling             |             |         |         |         |         |         |         |         |
| Spieler             | Mannschaft  | Spiele  | Overs   | Wickets | Average | BBI     | 5W      | 10W     |
| Mustafizur Rahman   | Bangladesch | 3       | 29.2    | 13      | 11,53   | 6/43    | 2       | 0       |
| Ravichandran Ashwin | Indien      | 3       | 30      | 6       | 19,66   | 3/51    | 0       | 0       |
| Mashrafe Mortaza    | Bangladesch | 3       | 27      | 4       | 41,00   | 3/76    | 0       | 0       |
| Dhawal Kulkarni     | Indien      | 2       | 15      | 3       | 25,33   | 2/34    | 0       | 0       |
| Suresh Raina        | Indien      | 3       | 20      | 3       | 33,00   | 3/45    | 0       | 0       |
| Shakib Al Hasan     | Bangladesch | 3       | 24      | 3       | 33,00   | 2/33    | 0       | 0       |

## Player of the Series
Als Player of the Series wurden die folgenden Spieler ausgezeichnet.
| Serie | Player of the Series |
| ----- | -------------------- |
| ODI   | Mustafizur Rahman    |

### Player of the Match
Als Player of the Match wurden die folgenden Spieler ausgezeichnet.
| Spiel   | Player of the Match |
| ------- | ------------------- |
| 1. Test | Shikhar Dhawan      |
| 1. ODI  | Mustafizur Rahman   |
| 2. ODI  | Mustafizur Rahman   |
| 3. ODI  | Suresh Raina        |